# 段思平
段 思平（だん しへい）は、チベット系の白蛮（ペー族）出身で、中国西南部、雲南地方に大理国を興した初代王。937年に同じチベット・ビルマ語族の大義寧を滅ぼして建国した。